# Stefano Torelli
Pour les articles homonymes, voir Torelli.
Stefano Torelli (Bologne, 24 octobre 1712 - Saint-Pétersbourg, 1784) est un peintre italien rococo, qui travailla en Allemagne et surtout en Russie. Il était le fils du peintre baroque Felice Torelli (1667-1748) et le neveu du violoniste et compositeur baroque Giuseppe Torelli (1658-1709).

## Biographie
Après avoir étudié auprès de son père, Stefano Torelli entre dans l'atelier de Francesco Solimena.
Le futur roi de Pologne, Auguste III, le fit venir auprès de lui à Dresde en 1740, pour peindre les plafonds et les hauts murs (la plupart détruits pendant la guerre de Sept Ans).

## Œuvres
- Vingt-neuf vues de Dresde (1741)
- Peintures de palais impériaux de la cour de Russie (1762)
- Portraits dont l'impératrice Élisabeth en armure
- Portraits caricaturés
- Portrait du négociant Hieronymus Küsel, propriétaire du petit château de Bellevue et de son épouse, au musée Behnhaus (en) de Lübeck
- Plafonds du palais chinois du palais d'Oranienbaum

## Galerie

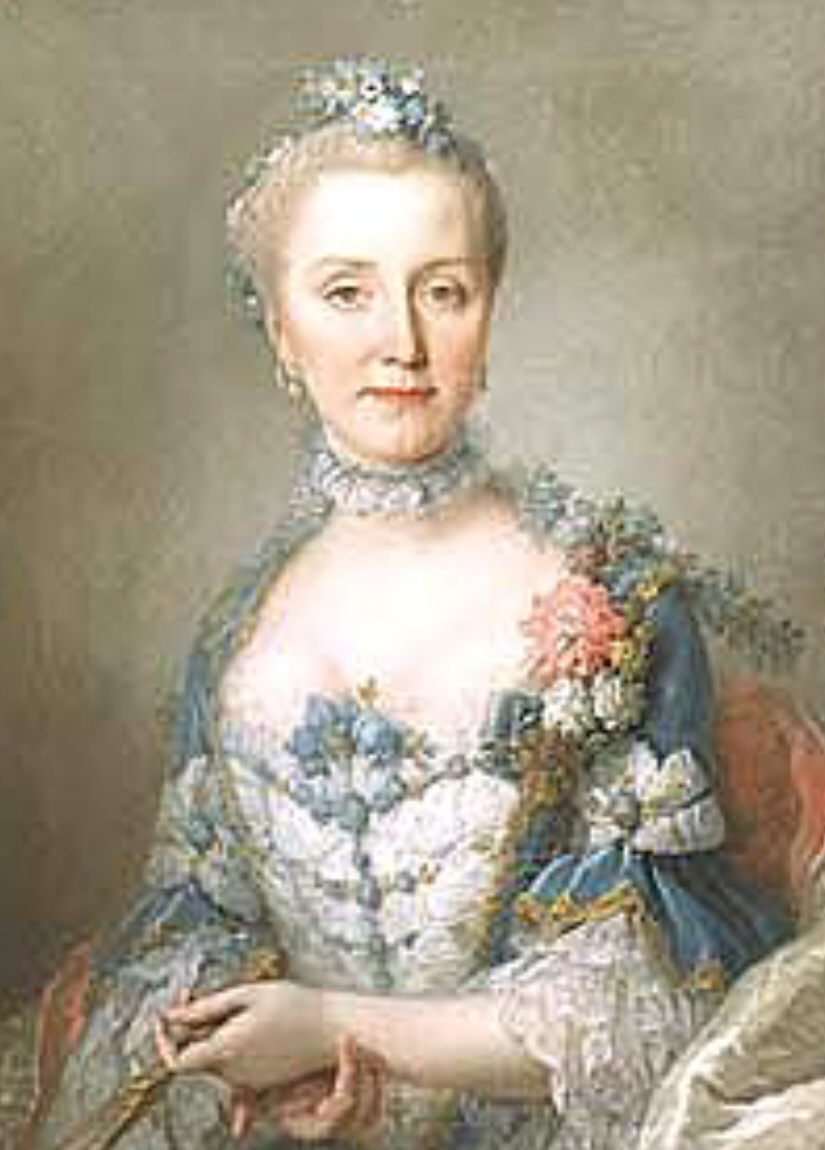
Portrait de Caroline von Schimmelmann, née Tugendreich
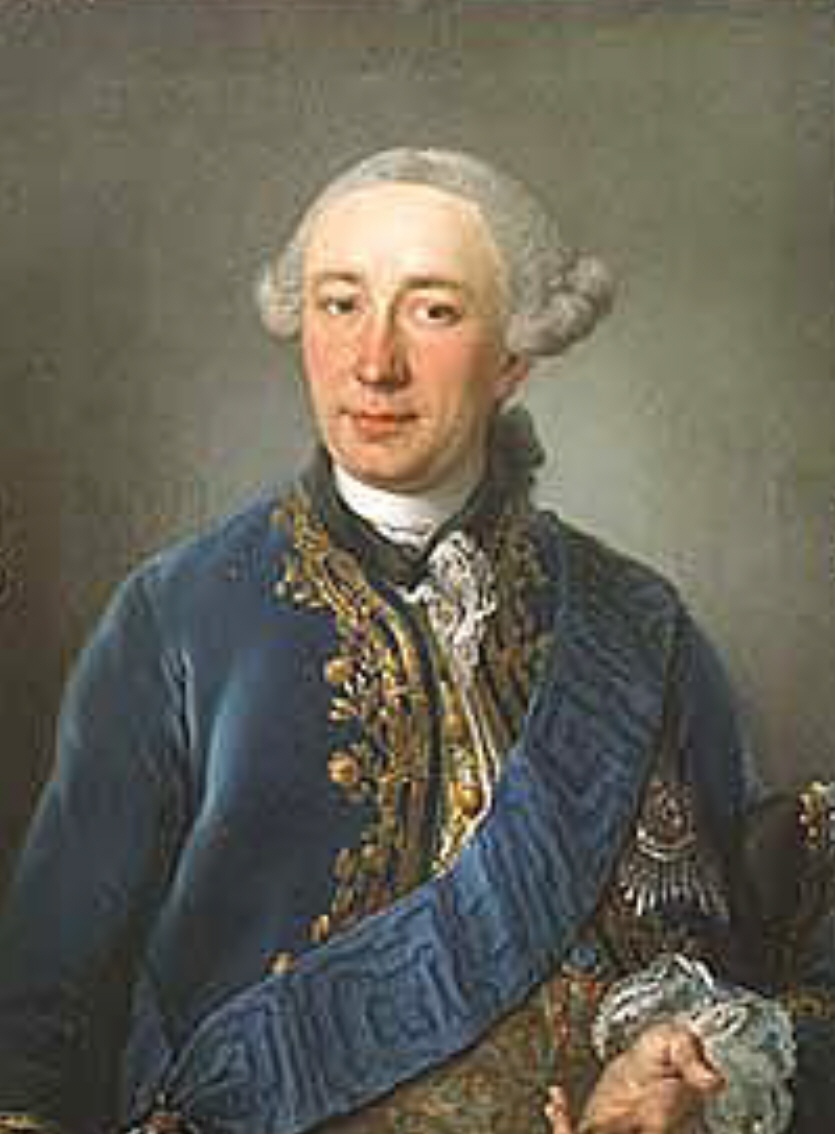
Portrait du comte Heinrich Carl von Schimmelmann
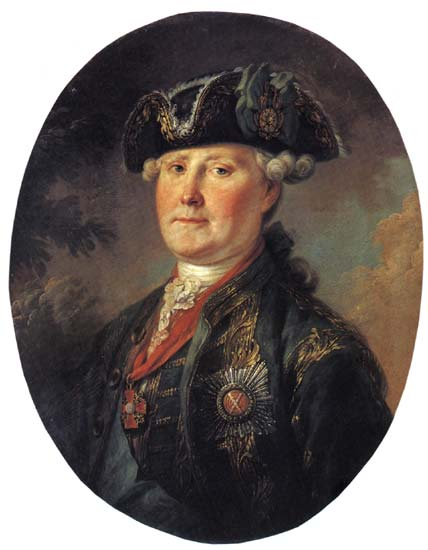
Portrait du prince Siméon Narychkine
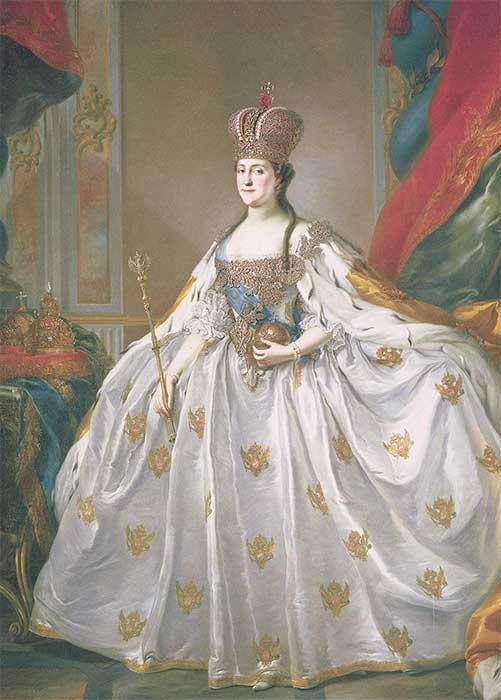
Portrait de Catherine II
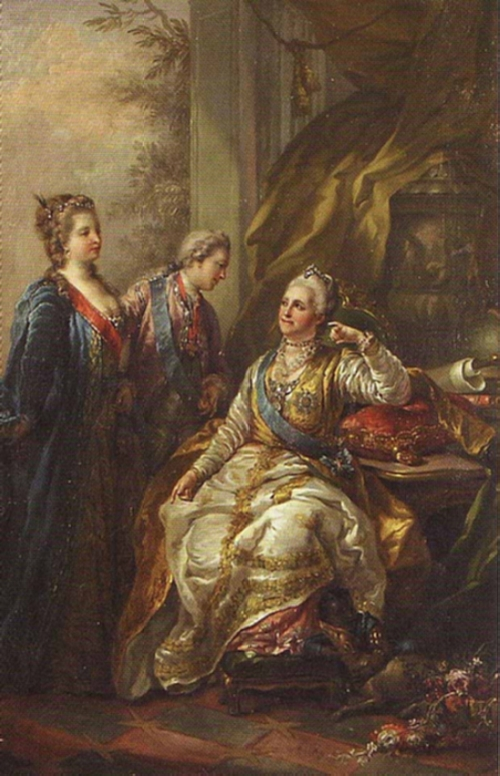
Le tsarévitch Paul présente à sa mère Catherine II sa fiancée (1776)
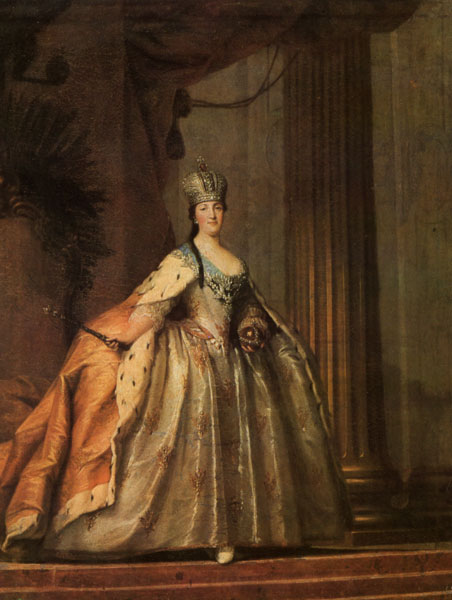
Portrait de Catherine II vers 1760